# Карлос Руїс Сафон
Карлос Руїс Сафон (ісп. Carlos Ruiz Zafón; 25 вересня 1964, Барселона, Іспанія — 19 червня 2020, Лос-Анджелес, США) — іспанський письменник, автор багатьох бестселерів, серед яких, зокрема, роман «Тінь вітру» (2001), який приніс письменнику численні літературні нагороди та ввійшов до списку «100 найкращих книжок іспанською мовою за останні 25 років», який склали 81 латиноамериканські та іспанські письменники і критики.

## Біографія
Народився 25 вересня 1964 року в Барселоні, Іспанія. Навчався в Єзуїтському коледжі св. Ігнасіо, після закінчення якого почав вивчати наукову інформатику. Під час першого року навчання йому запропонували роботу у сфері реклами і, таким чином, він займав посаду креативного директора в одній із найвпливовіших агенцій Барселони, проте 1992 вирішив залишити роботу на користь своєї літературної діяльності.
В одному зі своїх інтерв'ю Карлос Руїс Сафон каже, що зрозумів своє покликання стати письменником ще у дуже юному віці, але не знає, як саме так трапилось, адже його батьки не займалися письменницькою діяльністю. Його матір була домогосподаркою, а батько — досить успішним страховим агентом. Однак, як стверджував сам письменник: «Світ книг та читання відігравав важливу роль у їхній сім'ї».
Свою письменницьку кар'єру розпочав з написання підліткової літератури. 1993 року світ побачив перший роман письменника — «Принц туману», який мав чималий успіх та отримав літературну премію «Edebé» в номінації «Підліткова проза». Карлос Руїс Сафон, який ще з дитинства захоплювався кінематографією та Лос-Анджелесом, вирішив використати грошову частину премії на здійснення своєї дитячої мрії, і 1993 року переїхав до США, де спочатку працював сценаристом на телебаченні, але одночасно працював над своїми новими книгами. Повернувся у Барселону аж 2006 року.
Наступні дві книги — романи «Опівнічний палац» (1994) та «Вересневі вогні» (1995) разом із дебютним романом письменника «Принц туману» (1993) утворюють книжкову серію «Трилогія туману». 1999 року світ побачив роман «Марина», який також розрахований на юних читачів.
У січні 2001 року вийшов перший роман-бестселер, який націлений на дорослу аудиторії — «Тінь вітру». 2000 року книга стала фіналістом премії Фернандо Ларі. Не зважаючи на те, що перемогу здобув роман «Довга тиша» Анхелес Касо, іспанське видавництво «Планета» окрім твору лауреата опублікувало й книгу Сафона, що стало прямою заслугою Теренчі Мойкса, який входив до складу журі цього літературного конкурсу та наполягав на такому рішені. Книга перекладена багатьма мовами світу. Попри нелегкий шлях на батьківщині, роман став одним із найбільших іспанських бестселерів, який розійшовся накладом у 10 млн примірників по всьому світу. Також Сафону надходили численні пропозиції для кіноадаптації, але письменник відмовився надавати права на екранізацію книги. В одному із своїх інтерв'ю, він стверджує, що не хоче жодних грошей та вважає, що це стане практично «зрадою», адже «неможливо створити кращий фільм, аніж той, який можна побачити, почавши читати роман». На його думку це «надлишково, нерелевантно та непотрібно».
Другою книгою для дорослих став роман «Гра Янгола», який побачив світ 2008 року. Зважаючи на успіх попередньої книги, першопочатковий тираж нової книги становив мільйон примірників. Також відбулася безпрецедентна медіа презентація в Барселоні, де брали участь 350 гостей, 150 журналістів, 15 телекамер та 40 ведучих. Книга відразу стала бестселером, зважаючи на те, що лише в одній Каталонії в перший тиждень вдалося продати 250,000 тисяч примірників, а на Георгів день, під час книжкового фестивалю в Барселоні, 1400 читачів вишукувались у чергу за книгою з підписом Сафона.
Обидва романи входять до тетралогії «Цвинтар забутих книжок», яку Карлос Руїс Сафон присвятив своєму рідному місту. Третя книга серії, яку називають більш оптимістичною та поразницькою аніж попередній роман, отримала назву «В'язень Неба» та вийшла 2011 року. 2012 року світ побачило оповідання «Вогняна троянда», яке займає центральне місце серед романів серії та розповідає про події, що відбуваються у часи іспанської інквізиції п'ятнадцятого сторіччя. Четвертий та кінцевий роман циклу «Лабіринт духів» опублікований 17 листопада 2016 року.
Помер 19 червня 2020 року від колоректального раку в Лос-Анжелесі.

## Стиль
В одному зі своїх інтерв'ю Карлос Руїс Сафон так говорить про свій креативний стиль письма:
|  | Метод моєї роботи складається з декількох пластів. Я пишу так, наче створюю кінострічку, тобто трьохрівнево. Перший рівень — передпродукція, коли створюється дорожня карта майбутньої роботи. Згодом з'являється усвідомлення, що слід усе переробити. Третім же рівнем стає зйомка — накопичення елементів, з яких складатиметься фільм. Проте, все дуже складно і неодмінно знайдеться ще ціла низка рівнів, які навіть не очікуєш. Під час написання виступають все нові і нові пласти, які змушують багато чого змінювати. На цьому етапі також виникає питання: «А як щодо зв'язності, мови, стилю? Вважаю, що така багаторівнева схема не має бути помітною для читача, який у процесі читання має рухатись як вода, тобто все має сприйматися непримітно... Але щоб досягти такого результату потрібно багато праці.» Оригінальний текст (ісп.) Mi método de trabajo está dividido por capas. Escribo como se hace una película, en tres fases. La primera es la preproducción, en la que creas un mapa de lo que harás; pero cuando te pones a hacerlo ya te das cuenta de que vas a cambiarlo todo. Luego viene el rodaje: recoger los elementos con los que se hará la película; pero todo es más complejo y hay más niveles de los que habías previsto. Entonces, a medida que escribes, ves capas y capas de profundidad, y empiezas a cambiar cosas. En esa fase es cuando empiezo a preguntarme: '¿Y si cambiase los cables, o el lenguaje, o el estilo?'. Ahí creo la tramoya, que para el lector ha de ser invisible: el lector ha de leer como agua, le ha de parecer todo fácil... Pero para que sea así hay que trabajar mucho |

### Вплив
Сафон сам вказує на те, що на його творчість, з одного боку, повпливала класика 19 століття: Діккенс, Толстой, Достоєвський, Бальзак, Гюго, Томас Гарді, Дюма, Флобер. А з іншого  — кримінальна література: Чендлер, Джеймс М. Кейн.

### Підліткові романи
| Рік  | Назва українською | Оригінальна назва (ісп.)    |
| ---- | ----------------- | --------------------------- |
| 1993 | Володар туману    | El príncipe de la niebla    |
| 1994 | Опівнічний палац  | El Palacio de la Medianoche |
| 1995 | Вересневі вогні   | Las luces de septiembre     |
| 1999 | Марина            | Marina                      |

### «Дорослі» романи
Карлос Руїс Сафон написав цикл книг «Цвинтар забутих книжок», до якого входять:
| Рік виходу в Україні | Назва українською | Рік першої публікації | Оригінальна назва (ісп.)      | Нагороди |
| -------------------- | ----------------- | --------------------- | ----------------------------- | --- |
| 2007                 | Тінь вітру        | 2001                  | La Sombra del Viento          | Joseph-Beth and Davis-Kidd Booksellers Fiction Award (2004), Borders Original Voices Award (2004), NYPL Books to Remember Award, Book Sense Book of the Year: Honorable Mention, Gumshoe Award, Barry Award (2005) |
| 2009                 | Гра Янгола        | 2008                  | El Juego del Angel            | |
| 2017                 | В'язень Неба      | 2011                  | El Prisionero del Cielo       | |
| 2018                 | Лабіринт духів    | 2016                  | El Laberinto de los Espíritus | |
| 2022                 | Туманне місто     | 2022                  | La Ciudad de Vapor            | |

## Переклади українською
Літературна серія про «Трилогію туману»
- Карлос Руїс Сафон. «Володар Туману». Переклад з іспанської: Сергій Борщевський. Київ: Країна Мрій. 2011. 224 стор. ISBN 978-617-538-041-3
- (передрук) Карлос Руїс Сафон. «Володар Туману». Переклад з іспанської: Сергій Борщевський. Харків: КСД. 2019. 192 стор. ISBN 978-617-12-3889-3
- Карлос Руїс Сафон. «Опівнічний Палац». Переклад з іспанської: Ігор Оржицький. Харків: КСД. 2021. 304 стор. ISBN 978-617-12-8446-3
- Карлос Руїс Сафон. «Вересневі вогні». Переклад з іспанської: Шевченко Іларія Олексіївна. Харків: КСД. 2021. 256 стор. ISBN 978-617-12-8933-8

Літературна серія про «Цвинтар забутих книжок»
- Карлос Руїс Сафон. «Тінь вітру. Книга 1». Переклад з іспанської: Інна Панченко. Харків: КСД. 2007. 480 стор. ISBN 978-966-343-552-7
  - (передрук) Карлос Руїс Сафон. «Тінь вітру. Книга 1». Переклад з англійської: Інна Паненко. Харків: КСД. 2017. 576 стор. ISBN 978-617-12-3889-3
- Карлос Руїс Сафон. «Ігри янгола. Книга 2». Переклад з іспанської: Віктор Шовкун. Харків: КСД. 2009. 560 стор. ISBN 978-966-140-565-2 (серія «Світові бестселери українською»)
  - (передрук) Карлос Руїс Сафон. «Гра янгола. Книга 2». Переклад з іспанської: Віктор Шовкун. Харків: КСД. 2017. 512 стор. ISBN 978-617-12-4290-6
- Карлос Руїс Сафон. «В'язень Неба. Книга 3». Переклад з іспанської: О.Є. Лесько. Харків: КСД. 2017. 320 стор. ISBN 978-617-12-4293-7
- Карлос Руїс Сафон. «Лабіринт духів. Книга 4». Переклад з іспанської: О.Є. Лесько. Харків: КСД. 2018. 800 стор. ISBN 978-617-12-5093-2
- Карлос Руїс Сафон. «Туманне місто. Книга 5». Переклад з іспанської: І. О. Оржицький. Харків: КСД. 2022. 192 стор. ISBN 978-617-12-9579-7